# 今屋友次郎
今屋 友次郎（いまや ともじろう、1867年7月14日（慶応3年6月13日）- 1945年（昭和20年）4月）は、日本の陸軍軍人、政治家。最終階級は陸軍少将。大津市長。

## 経歴
現在の山口県で今屋利介の二男として生まれる。1884年9月、陸軍士官学校（旧9期）に入学。1887年7月、陸軍歩兵少尉に任官し歩兵第8連隊付となる。
1896年3月、歩兵第6連隊中隊長に就任し台湾守備のため派遣された。同年10月、歩兵第8連隊中隊長に転じ、1898年5月、韓国守備のため派遣。1903年4月、歩兵第9連隊大隊長に就任。日露戦争に出征し、1905年3月、後備歩兵第60連隊長に発令された。1909年5月、歩兵第9連隊長に就任し歩兵大佐に昇進した。1912年11月、歩兵第30連隊長に転じ、1913年4月、満州に派遣された。1915年2月、陸軍少将に進み歩兵第12旅団長に就任。同年3月、満州より帰国し、1917年8月待命となり、同年12月1日予備役に編入された。
1918年9月11日、大津市長に就任。開市二十周年祝賀会を挙行し、二代目市章の制定、都市計画委員の任命、市初の市営住宅の建設・職業紹介所設置・公設市場設置、江若鉄道開業（三井寺下 - 叡山間）に尽力するなどの施策を推進し、1922年9月10日に市長を退任した。

## 栄典
位階
- 1890年（明治23年）10月15日 - 正八位[6]
- 1914年（大正3年）9月1日 - 正五位[7]
- 1917年（大正6年）12月28日 - 従四位[8]

勲章
- 1905年（明治38年）5月30日 - 勲四等瑞宝章[9]
- 1906年（明治39年）4月1日 - 功三級金鵄勲章・勲三等旭日中綬章・明治三十七八年従軍記章[10]
- 1940年（昭和15年）8月15日 - 紀元二千六百年祝典記念章[11]

## ギャラリー

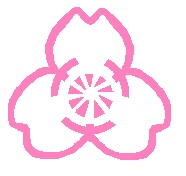
大津市二代目市章